# Ilyoplax deschampsi
Ilyoplax deschampsi is een krabbensoort uit de familie van de Dotillidae. De wetenschappelijke naam van de soort is voor het eerst geldig gepubliceerd in 1913 door Rathbun.